# RoachClip
RoachClip ist eine deutsche Rockband aus Freiburg.

## Geschichte
RoachClip wurde im Sommer 1986 in Freiburg im Breisgau von Sven Bauer und Stephan Studer gegründet. Zusammen mit Friedemann Weber und Bernd Pflug entstand ein Schüler-Quartett, das sich durch einen bluesigem Hardrock und melodischem Metal auszeichnete.
Bedingt durch die Schulabschlüsse der verschiedenen Mitglieder fanden in den Jahren 1986 bis 1992 mehrere Umbesetzungen statt. Von 1988 bis 1992 tourte RoachClip mehrfach durch Süddeutschland und die Schweiz.
1992 verstarb mit Nenad Keul überraschend RoachClip’s Schlagzeuger. Die Band löste sich daraufhin auf und fand erst 2008 wieder zusammen.
Die Lieder von RoachClip seit 2008 stammen fast ausschließlich von Bandleader Sven Bauer, Artwork und einige Texte von Rainer Schorm. Der rockige Stil beinhaltet Einflüsse aus unterschiedlichsten Richtungen wie Blues, Folk und deutschem Krautrock, ebenso fanden auch spätmittelalterliche Melodien und Kirchenmusik Verwendung. In der französischen Region Elsass wurde RoachClip durch die Interpretation des französischen Kinderliedes Le Bon Roi Dagobert bekannt.

## Diskografie
- 1988: Abyss (MC)
- 1990: Till Morning Light (LP)
- 2009: The Return (CD, Karthago Records)
- 2012: Night Falls (CD, Pure Steel Records)